# Alfred (Maine)
Alfred ist eine Town im York County im US-Bundesstaat Maine. Im Jahr 2020 lebten dort 3073 Einwohner in 2735 Haushalten auf einer Fläche von 72,31 km².
Alfred ist die Shire Town des York County.

## Geographie
Nach dem United States Census Bureau hat Alfred eine Gesamtfläche von 72,31 km², von der 70,58 km² Land sind und 1,74 km² aus Gewässern bestehen.

### Geographische Lage
Alfred liegt im Zentrum des York Countys. Der Mousam River bildet einige Seen, u. a. den Shaker Pond. Das Gebiet ist vorrangig landwirtschaftlich geprägt. Die Oberfläche ist eher eben, die höchste Erhebung ist mit 183 m der Yeaton Hill.

### Nachbargemeinden
Alle Entfernungen sind als Luftlinien zwischen den offiziellen Koordinaten der Orte aus der Volkszählung 2010 angegeben.
- Norden: Waterboro, 14,4 km
- Nordwesten: Shapleigh, 12,0 km
- Westen: Sanford, 6,6 km
- Süden: Kennebunk, 17,8 km
- Osten: Lyman, 6,7 km

### Stadtgliederung
In Alfred gibt es mehrere Siedlungsgebiete: Alfred, Alfred Mills, Gore, North Alfred und Shaker Village.

### Klima
Die mittlere Durchschnittstemperatur in Alfred liegt zwischen −6,1 °C (21 °F) im Januar und 20,6 °C (69 °F) im Juli. Damit ist der Ort gegenüber dem langjährigen Mittel der USA um etwa 9 Grad kühler. Die Schneefälle zwischen Oktober und Mai liegen mit bis zu zweieinhalb Metern mehr als doppelt so hoch wie die mittlere Schneehöhe in den USA; die tägliche Sonnenscheindauer liegt am unteren Rand des Wertespektrums der USA.

## Geschichte
Die Abenaki siedelten in diesem Gebiet, das sie Massabesic (Große Gewässer oder wasserreicher Ort) nannten. Zwischen 1661 und 1664 erwarb der britische Major William Phillips die Flächen für eine Lieferung von Rum, Waffen und Munition und anderen Dingen.
Erst 1770 kam es zu einer dauerhaften Besiedlung durch Weiße.
Mit dem Bau des Courthouses 1806 wurde Alfred zur Shire Town des York County. Ab 1870 führte die Eisenbahn der Portland and Rochester Railroad von Waterboro nach Rochester. Erst 1961 wurde die Bahnstrecke Portland–Rochester teilweise demontiert. 
Von 1783 bis 1931 fand sich hier eine Gemeinde der Shaker. Das Alfred Shaker Museum dokumentiert diese Zeit. Die Siedlung am Shaker Pond (damals Massabesic Pond) ist mit seinen 48 Gebäuden als Alfred Shaker Historic District im National Register of Historic Places (NRHP) seit 2001 eingetragen.
1872 wurde die District No. 5 School errichtet, die bis 1921 so genutzt wurde. Es handelt sich um die älteste Schule dieser Art und sie ist seit 2009 im NRHP eingetragen.

### Einwohnerentwicklung
| Volkszählungsergebnisse – Town of Alfred, Maine | Volkszählungsergebnisse – Town of Alfred, Maine | Volkszählungsergebnisse – Town of Alfred, Maine | Volkszählungsergebnisse – Town of Alfred, Maine | Volkszählungsergebnisse – Town of Alfred, Maine | Volkszählungsergebnisse – Town of Alfred, Maine | Volkszählungsergebnisse – Town of Alfred, Maine | Volkszählungsergebnisse – Town of Alfred, Maine | Volkszählungsergebnisse – Town of Alfred, Maine | Volkszählungsergebnisse – Town of Alfred, Maine | Volkszählungsergebnisse – Town of Alfred, Maine |
| Jahr                                            | 1700                                            | 1710                                            | 1720                                            | 1730                                            | 1740                                            | 1750                                            | 1760                                            | 1770                                            | 1780                                            | 1790                                            |
| ----------------------------------------------- | ----------------------------------------------- | ----------------------------------------------- | ----------------------------------------------- | ----------------------------------------------- | ----------------------------------------------- | ----------------------------------------------- | ----------------------------------------------- | ----------------------------------------------- | ----------------------------------------------- | ----------------------------------------------- |
| Einwohner                                       |                                                 |                                                 |                                                 |                                                 |                                                 |                                                 |                                                 |                                                 |                                                 |                                                 |
| Jahr                                            | 1800                                            | 1810                                            | 1820                                            | 1830                                            | 1840                                            | 1850                                            | 1860                                            | 1870                                            | 1880                                            | 1890                                            |
| Einwohner                                       | 900                                             | 1106                                            | 1271                                            | 1453                                            | 1408                                            | 1319                                            | 1256                                            | 1224                                            | 1101                                            | 1030                                            |
| Jahr                                            | 1900                                            | 1910                                            | 1920                                            | 1930                                            | 1940                                            | 1950                                            | 1960                                            | 1970                                            | 1980                                            | 1990                                            |
| Einwohner                                       | 937                                             | 890                                             | 738                                             | 883                                             | 1039                                            | 1112                                            | 1201                                            | 1211                                            | 1890                                            | 2238                                            |
| Jahr                                            | 2000                                            | 2010                                            | 2020                                            | 2030                                            | 2040                                            | 2050                                            | 2060                                            | 2070                                            | 2080                                            | 2090                                            |
| Einwohner                                       | 2497                                            | 3019                                            | 3073                                            |                                                 |                                                 |                                                 |                                                 |                                                 |                                                 |                                                 |

## Kultur und Sehenswürdigkeiten

### Museen
Das Alfred Shaker Museum erinnert an die Geschichte der Shaker, die 1793 bei Alfred ihre Wurzeln hatte. Joseph Brackett schieb hier im Jahr das bekannte Shaker-Lied „Simple Gifts“, welches vom Komponisten Aaron Copland später in seinem Werk Appalachian Spring aufgenommen wurde. „Simple Gifts“ ist das offizielle Stadtlied von Alfred.
1931 fusionierten die verbliebenen Alfred Shakers ihre Gemeinde mit der Schwestergruppe im Norden, dem Sabbathday Lake. Sabbathday Lake ist die letzte Shaker-Gemeinde in Maine und das letzte Zuhause lebender Shaker. Um die Geschichte der Shaker in Erinnerung zu halten, wurde in einem renovierten Shaker-Wagenhaus das Alfred Shaker Museum eingerichtet.

### Bauwerke
Neben dem Alfred Shaker Historic District besteht noch der Alfred Historic District als NRHP.
Als weitere Gebäude, die im NRHP eingetragen sind, finden sich:
- District No. 5 School (#09000015), seit 2009 eingetragen
- Senator John Holmes House (#75000117), seit 1975 eingetragen
- Lord-Dane House (#92001708), seit 1992 eingetragen

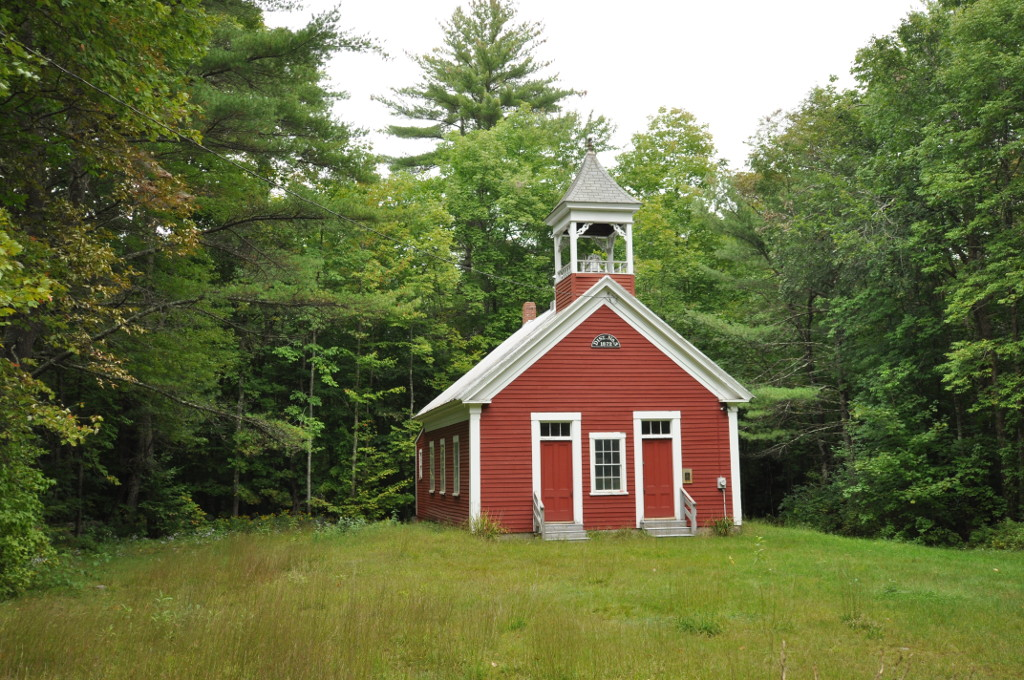
District School No. 5
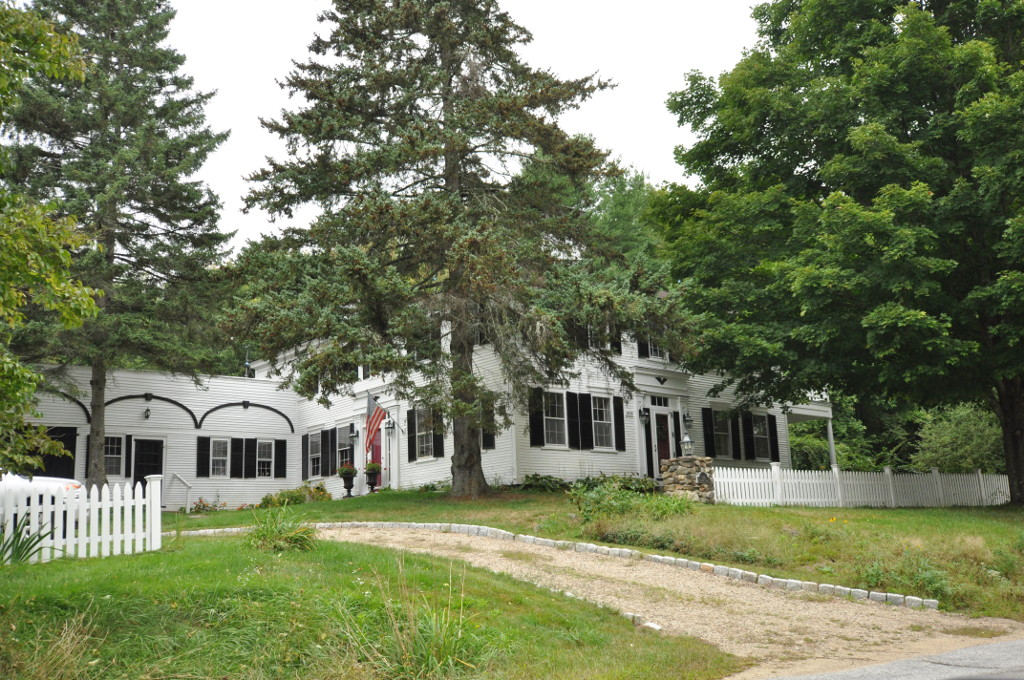
Lord-Dane House
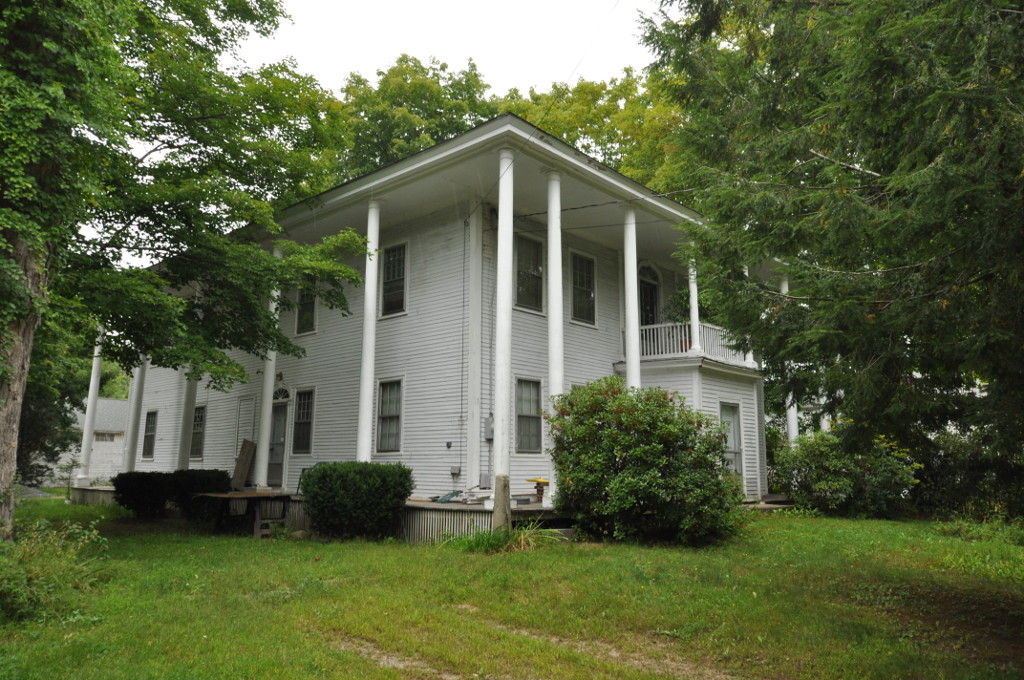
House of Senator John Holmes
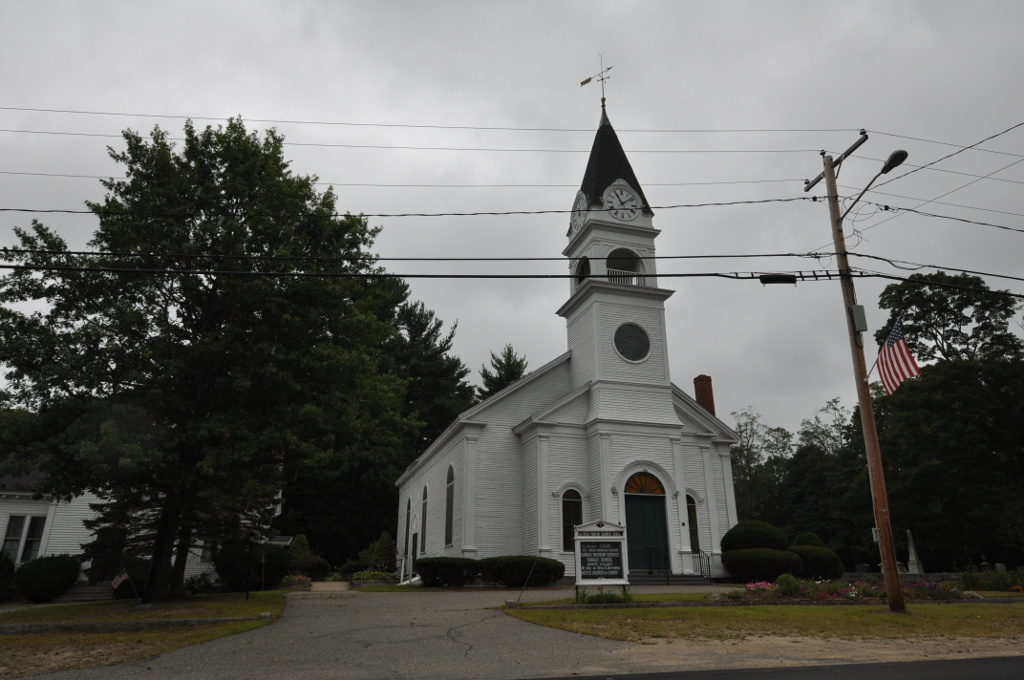
Kirche

## Wirtschaft und Infrastruktur

### Verkehr
Der U.S. Highway 202 verläuft in west-nördlicher Richtung durch Alfred und verbindet es mit Sanford und Waterboro. Von 1870 bis 1961 wurde Alfred zudem durch die Bahnstrecke Portland–Rochester erschlossen.

### Öffentliche Einrichtungen
In Alfred gibt es keine medizinischen Einrichtungen. Die nächstgelegenen befinden sich in Sandford, Kennebunk und Beddeford.
In Alfred befindet sich die Parsons Memorial Library. Sie befindet sich in der Saco Road in Alfred.

### Bildung
Alfred gehört mit Limerick, Lyman, Shapleigh, Waterboro und Newfield zum RSU 57.
Im Schulbezirk stehen folgende Schulen zur Verfügung:
- Alfred Elementary in Alfred, mit Schulklassen von Pre-Kindergarten bis zum 5. Schuljahr
- Line Elementary in West Newfield, mit Schulklassen von Pre-Kindergarten bis zum 5. Schuljahr
- Lyman Elementary in Lyman, mit Schulklassen von Pre-Kindergarten bis zum 5. Schuljahr
- Shapleigh Memorial School in Shapleigh, mit Schulklassen von Pre-Kindergarten bis zum 5. Schuljahr
- Waterboro Elementary School in East Waterboro, mit Schulklassen von Pre-Kindergarten bis zum 5. Schuljahr
- Massabesic Middle School in East Waterboro, mit Schulklassen vom 6. bis 8. Schuljahr
- Massabesic High School in Waterboro, mit Schulklassen vom 9. bis 12. Schuljahr

## Persönlichkeiten

### Söhne und Töchter der Stadt
- James Abbe (1883–1973), Fotojournalist und Moderator

### Persönlichkeiten, die vor Ort gewirkt haben
- John Holmes (1773–1843), US-Senator für Maine, Anwalt in Alfred 1799
- Jeremiah Goodwin (1785–1857), Postmeister, State Treasurer (= Finanzminister) von Maine 1839
- Daniel Goodenow (1793–1863), Jurist, Generalstaatsanwalt/Justizminister von Maine 1838 und 1842
- Joshua Herrick (1793–1874), Beamter, Abgeordneter im US-Repräsentantenhaus für Maine 1843 bis 1845
- Nathan D. Appleton (1794–1862), Jurist, Generalstaatsanwalt/Justizminister von Maine 1857 bis 1859
- Enrique Peña Nieto (* 1966), u. a. mexikanischer Präsident (2012–2018), war hier 1979 als Schüler